# Bassing
Bassing – miejscowość i gmina we Francji, w regionie Grand Est, w departamencie Mozela.
Według danych na rok 1990 gminę zamieszkiwały 132 osoby, a gęstość zaludnienia wynosiła 21 osób/km² (wśród 2335 gmin Lotaryngii Bassing plasuje się na 913. miejscu pod względem liczby ludności, natomiast pod względem powierzchni na miejscu 896.).